# Indobezzia recens
Indobezzia recens är en tvåvingeart som beskrevs av Gupta och Saha 1995. Indobezzia recens ingår i släktet Indobezzia och familjen svidknott. Inga underarter finns listade i Catalogue of Life.